# Наталија Добринска
Наталија Добринска (укр. Наталя Добринська; рођ. 9. април 1982. село Јакушинци) је украјинска атлетичарка која се такмичи у најтежој дисциплини седмобоју.
Своју прву медаљу освојила је у петобоју на Светском првенству у дворани 2004. у Будимпешти. Било је то друго место и сребрна медаља. На Европско првенство у дворани 2005. у Мадриду такође у петобоју осваја бронзу.
Највећи успех у својој каријери постигла је на Олимпијским играма 2008. у Пекингу освајањем златне медаље.

## Лични рекорди
- на отвореном

| Дисциплина    | Место           | Резултат |
| ------------- | --------------- | -------- |
| 100 м препоне | Тегу 2011.      | 13,43    |
| Скок увис     | Гетеборг 2006   | 1,86     |
| Бацање кугле  | Пекинг 2008.    | 17,29    |
| 200 м         | Пекинг 2008.    | 23,38    |
| Скок удаљ     | Пекинг 2008.    | 6,63     |
| Бацање копља  | Барселона 2010. | 49,25    |
| 800 м         | Тегу 2011..     | 2:11,34  |
| Седмобој      | Барселона 2010. | 6.778    |

- у дворани:

| Дисциплина   | Место           | Резултат |
| ------------ | --------------- | -------- |
| 60 м препоне | Суми 2010.      | 8,33     |
| Скок увис    | Бирмингем 2007  | 1,85     |
| Бацање кугле | Валенсија 2008. | 17,18    |
| Скок удаљ    | Истанбул 2012.  | 6,57     |
| 800 м        | Истанбул 2012.  | 2:11,15  |
| Петобој      | Истанбул 2012.  | 5.013    |